# ドレスな僕がやんごとなき方々の家庭教師様な件
『ドレスな僕がやんごとなき方々の家庭教師様な件』（ドレスなぼくがやんごとなきかたがたのかていきょうしさまなけん）は、野村美月による日本ののライトノベル。イラストはkaroryが担当。ファミ通文庫（エンターブレイン→KADOKAWA）より2012年2月から2015年9月まで刊行された。作者が大学生時代に構想していた物語群を原型とし、それが複数世代に渡り続編・外伝要素を交えて描かれたことから、本作の登場人物には（その物語群における主要人物として）詳細なバックストーリーが構想されているという。
メディアミックスとして、はる桜菜によるコミカライズが、コミックビーズログ エアレイド（エンターブレイン）で2011年6月から2012年8月まで連載された。

## あらすじ
ウィストリア皇国が誇る万能の天才、皇国の頭脳にして至宝、ひとりで百人の学者と千人の商人と一万人の兵士に匹敵すると賞される17歳の少女グリンダ=ドイルが、同盟国となったエーレン王室付きの家庭教師として赴任してきた。
ところがその正体は、見た目以外は姉とは似ても似つかない平凡な双子の弟、家事手伝い兼浪人生（ニート志望）のシャールことシャーロック=ドイルだった。なんとグリンダは、勅令を受けるなり『グリンダ=ドイルを廃業する』と書き置きを残し失踪してしまっていた。
困惑した皇国は、グリンダの仕事仲間でもある腕利き外交官のヘルムートをして、見た目はそっくりな双子の弟をドレス姿に仕立て上げ、影武者として家庭教師を務めさせることにした。抵抗空しく女装させられたシャールは、グリンダとしてエーレン王室に赴任する羽目となったのだった。

## 登場人物

### ウィストリア皇国
シャーロック＝ドイル、通称シャール。
西のオーランド王国出身の商人だった父と、南のロマンシア王国出身の母の間に生まれた、双子の弟。1巻の時点で17歳。
基本的に誠実で人当たりのいい性格。しかし、自分より遥かに勝る姉のグリンダを意識して自分を見下すネガティブな傾向があり、非常に周囲に流されやすい。
男女関係に関して言えば、かなり惚れっぽく、その都度失恋してグリンダの前で涙に暮れるのがお約束だった。エーレンでの想い人のアニスとは女装の男装などで好印象にあるものの、身代わりの秘密を抱え距離を縮められない状況にある。
聖羅には身代わりがばれており、二人きりの時はシャールとして振る舞っている。聖羅のことは特別な女の子だと思ってはいるものの、師弟関係を越える感情は抱かずにいる（当の聖羅は、そのことをもどかしく思っている）。
両親とは幼いころに死別している。グリンダには今回の身代わりの件を含めて度々振り回されているが、大切に思っている。
物語が進み、レイドリアンからグリンダの目的を聞かされ、さらに彼女が竜樹や聖羅の目の前で明確に行動を起こしたことで、今後のグリンダが起こすであろう行動を察すると同時に自分が替え玉であることが露呈することが時間の問題と悟り、竜樹・聖羅・ギルマーの前で自らグリンダの影武者であることを明かした。
グリンダ＝ドイル
シャーロックの双子の姉で、ウィストリア皇国が誇る万能の天才。エーレン皇国国王の子供達の家庭教師を務める予定だったが、『グリンダ＝ドイルを廃業する。後のことは知らん』と書いた手紙を残し失踪した。
あらゆる方面に秀でているが、傍若無人で唯我独尊な性格の持ち主であり、自分以外の人間に関心を抱いていない。唯一シャールには深いこだわり（愛情）を持っていることが示唆されている。
失踪した理由は、何らかの目的を達成するためにメレディスの民が管理する「扉」を利用して異界に行く方法を探すためであることが、彼女と接触した人物の証言から確実視されている。また、星祭りの一件では、異界に向かうのにシャールを同行させようとするかのような行動を取ってる。
星祭りの一件で自力で扉を開くことが不可能と判明した後は、自身がメレディスの民の一員となるべく、レドを「自分と結婚しなければ世界を滅ぼす」と脅迫し、その宣言通りリリエンの力を利用して竜を復活させて世界の危機を起こすが、シャール達に阻止される（しかしシャールの見立てでは失敗することも想定内だった模様）。その後、覚悟を決めて竜樹とギルマーに正体を明かしたシャールの前に、普段と変わらぬ様子で彼を迎えに現れる。
ヘルムート＝ダールベルグ
グリンダの仕事仲間の外交官。笑顔で腹黒く陰険な言動をする。シャールを女装させてエーレン皇国に送り込んだのちも、あれこれと世話を焼くが、本質的にはグリンダの気を引きたいため。

### エーレン皇国
聖羅＝シルヴィーン（セイラ＝シルヴィーン）
エーレン皇国の第一王女。9歳。聡明で大人びた美少女。サラサラの長い銀髪と紫水晶のような瞳を持つ。グリンダと同様、聡明であるが故に理解者がおらず孤独を感じていたが、シャールによって救われる。根は心優しい少女だが、感情表現が苦手で周囲に冷たい印象を与えてしまうことがある。
家庭教師として現れたグリンダ（＝シャール）が男であることを早々に見抜いてしまうが、事情を知り周囲には口外せずにいる。
シャールに恋心を抱いており、二人きりの時には「シャール先生」と呼び、自分のことは「聖羅」と呼んでもらっている。
竜樹＝ハーン＝ハイツ（リュウジュ＝ハーン＝ハイツ）
エーレン皇国の第一王子。11歳。真面目な少年。家庭教師のグリンダが男だと知らず、初恋をしてしまう。
更紗＝ロウィーネ（サラサ＝ロウィーネ）
エーレン皇国の第二王女で織絵の双子の姉。7歳。好奇心旺盛で特に恋愛絡みのゴシップとおしゃべりが大好き。兄の竜樹のことを慕っており、ちょっかいを出したりからかったりしている。
織絵＝リベルタ（オリエ＝リベルタ）
エーレン皇国の第三王女で更紗の双子の妹。7歳。好奇心旺盛で特に恋愛絡みのゴシップとおしゃべりが大好き。更紗にべったりで、一緒に行動していることが多い。更紗が傍にいないと内気で大人しい。
真＝クリフト（シン＝クリフト）
エーレン皇国の第二王子。5歳。いつもぼーっとしている。お絵かきや粘土いじりが好きな様子。
鈴七（リンナ）
エーレン皇国の第四王女。赤ん坊。
シザエル
エーレン皇国国王。銀髪と氷蒼色の瞳を持つ美貌の国王。妻と子供達を溺愛する父親であると同時に、聡明で冷酷非情な国王としての顔も持つ。
雪（ユキ）
エーレン皇国王妃。6人の子の母親には見えないほど可愛らしい容姿を持つ、心優しい女性。時々、好んで侍女のフリをしている。
作中の言動から、異世界（現代日本）からエーレンに来たらしきことを仄めかしている。
アニス
エーレン皇国の王宮で働く侍女。可愛くて巨乳を持つ面倒見の良い少女だか、BL妄想が大好き。趣味でヘルムートとシザエル王のカップリング小説を執筆したり、布教活動をしている。
偶然変装を解いて出歩いていたシャールと知り合い、彼に恋をするが、家庭教師のグリンダとシャールが同一人物であることには気付いていない。
ギルマー
エーレン皇国騎士団一の使い手。イケメンだが、派手好きで自己中心的など、性格に問題がある。騎士団一の異名に違わぬ実力者だが頭は良くなく、偶然本物のグリンダと何度か接触したにもかかわらず、シャールの変装したグリンダとの区別がつかず「雰囲気が変わった」程度にしか考えていなかったり、リリエンが正体を明かした際も彼女が女性と全く気付かず、周囲から呆れられた。
最初はグリンダ（＝シャール）に反発していたが、次第に恋愛感情を抱くようになり、断られようが嫌がられようが、聞く耳持たず隙あらば積極的に関係を迫ってくる。竜樹とはグリンダを巡り（無論互いに正体が男とは知らず）対立していたが、不祥事を犯した際に彼に庇われたことで忠誠を誓う。
ガストン
エーレン皇国の政務長官。ギルマーの叔父。悪人ではないが、国益を優先するためウィストリアとの同盟を快く思っておらず、何かとグリンダ（＝シャール）に嫌がらせや無理難題を押し付けているが、その度にシャールがそれらを解決するため、意図に反してシャールの評価が上がる要因を作っている。

### イスマール
ハールーン
イスマールの皇太子。失踪中のグリンダと偶然会っており、エーレンを訪れた際にシャールを激しく動揺させた。
実は女性。第一皇妃の子だが、イスマールでは女性の身分が低く、また、ハールーンの難産のため母が子供を望めなくなったため、性別を偽って育てられていた。

### オーランド
ミンティア
オーランドの国王の姪。年齢は17歳。武芸に秀でており、凶暴な人食い鮫を3日3晩の戦いの末仕留めるなど、様々な武勇伝を持つ。しかし、内面は年相応の少女。竜樹との見合いでエーレンを訪れるが、当初は部下のシドを身代わりに仕立て上げ、自身は付き人のイリ―と名乗っていた。
シド
筋肉質で巨漢の兵士。ミンティアの命令で、彼女の身代わりという無理のある役割を務めていた。ギルマーとも拮抗する実力の持ち主。
ポーラローズ
オーランドの侯爵家の姫君。9歳の少女。ギルマーとの縁談のため、エーレンに来た。男性恐怖症で、竜樹にいきなり話しかけられたことで激しく怯えたが、後にグリンダ（＝シャール）の提案で開かれた仮装パーティで女装して近づき謝罪した竜樹に心を開き、文通する仲になった。

### メレディスの民関係者
ジェラード
元オーランドの騎士。国王の供でメレディスの森を訪れた時にマール＝ダナエと恋に落ちた。本来は外部の人間だったが、劇中より24年前にメレディスの民に協力し竜を退治し、長姫であるダナエの夫となったことで、メレディスの理の輪の中に入り、世界から承認された『世界の護り手』である番人の資格を得た。
現在は表向きでは行方を晦ませており死亡説も流れているが、息子のレドによれば扉の向こう側の世界に在住し、メレディスの森と繋がる扉を守っているらしい。
マール＝ダナエ
メレディスの民の長姫。世間では「世界一の美女」や「神秘の姫君」と言われているが、その人物像は息子のレイドリアン曰く「相当な跳ねっ返り」。
偶然出会ったジェラードに惹かれたことで、魔法で男に変装し、表向きは従者ヨルンとして彼の竜退治に協力した。その後、よその血を入れないという一族の掟に背き、ジェラードと結婚した。
余談だが、従者ヨルンがマールであることは一般には知られていないため、ジェラードとヨルンの関係はアニス等の腐女子に格好のネタにされている。
レイドリアン
竜殺しのジェラードとメレディスの民の長姫マール＝ダナエの息子で、自身も世界各地で冒険を成功させ、生まれながらの勇者と言われている。通称は「レド」。年齢は20代。
12歳のころに雪と共に冒険したことがあり、彼女のことを呼び捨てにしている。
リリエン＝ルー
メレディスの民の少女。一族特有の神秘の力として、人の心に作用する歌を歌えるが、未熟なため完全にコントロールできていない。
閉鎖的な一族の掟に疑問を持ち、マール＝ダナエに憧れている。若干の中二病の傾向があり、メレディスの大巫女が竜の復活を予言したことに加え、彼女の噂を聞きいて竜の召喚に利用しようとしたグリンダの策略で入手した自分を模した冒険活劇の小説に感化された結果、家出した挙句かつてのマールを真似てヨルンと名乗り、予言に示された『輝ける者』と思われたレイドリアンを探していた。だが、グリンダやレイドリアンが接触するより前に偶然出会ったギルマーを勇者と思いこんだために、この件からシャールを遠ざけようとしたグリンダの意図に反し、必要以上にシャール一行を巻き込むきっかけとなった。

### その他の登場人物
社長
雪の昔話で度々言及されている謎の人物。『トランティニアン芸能事務所』の社長で、かつてアイドルであった雪の面倒を見ていた。異世界への移動手段を持つほか、他人の記憶を消すことができる。雪のことを心配しており、彼女がシザエルに嫁ぐことを決めた時も、彼女の身を案じて難色を示していたらしい。
メレディスの扉を管理していると思われる描写や、雪の「大きな失恋をした」という証言、レドの「オレのことが大嫌い」という会話などから、正体はマール＝ダナエがジェラードと出会う前に彼女と婚約関係にあったとされるメレディスの民の男性であることが示唆されている。

### 伝説上の登場人物
勇者カイ
異界から来たとされる英雄。国を救い、アリエノールと結婚したと言われている。
巫女姫アリエノール
エーレンが存亡の危機に会ったとき、異界の扉を開きカイを呼んだとされる人物。
女王リリティス
年に一度黄金の錫で扉をたたき、異界から恋人を迎えたとされる人物。

## 国
ウィストリア皇国
学問と芸術で有名な国。
エーレン皇国
ウィストリア皇国の同盟国で、島国。過去には王族の後継者争いや鎖国派と開国派の争いが起きるなど深刻な内乱状態にあった。

## 既刊一覧

### 小説
- 野村美月（著）・karory（イラスト） 『ドレスな僕がやんごとなき方々の家庭教師様な件』 エンターブレイン→KADOKAWA〈ファミ通文庫〉、全8巻
  1. 2012年2月29日発売[3]、ISBN 978-4-04-727843-1
  2. 2012年9月29日発売[4]、ISBN 978-4-04-728352-7
  3. 2013年3月30日発売[5]、ISBN 978-4-04-728795-2
  4. 2013年9月30日発売[6]、ISBN 978-4-04-729149-2
  5. 2014年3月29日発売[7]、ISBN 978-4-04-729523-0
  6. 2014年9月29日発売[8]、ISBN 978-4-04-729913-9
  7. 2015年3月30日発売[9]、ISBN 978-4-04-730301-0
  8. 2015年9月30日発売[10]、ISBN 978-4-04-730690-5

### 漫画
- 野村美月（原作）・karory（キャラクター原案）・はる桜菜（作画） 『ドレスな僕がやんごとなき方々の家庭教師様な件』 エンターブレイン〈ファミ通文庫〉、全2巻
  1. 2012年3月1日発売[11]、ISBN 978-4047278950
  2. 2012年10月1日発売[12]、ISBN 978-4047283879